# Maltese First Division 1913/1914
Soutěžní ročník Maltese First Division 1913/14 byl 4. ročníkem Maltese First Division, nejvyšší maltské fotbalové ligy. Soutěž byla v této sezóně zúžena z 8 na 7 účastníků. Šampionem se poprvé v historii stal Ħamrun Spartans.

## Tabulka
| Poř. | Tým                 | Z | V | R | P | VG | OG | B  |
| ---- | ------------------- | - | - | - | - | -- | -- | -- |
| 1.   | Ħamrun Spartans     | 6 | 5 | 0 | 1 | 22 | 1  | 10 |
| 2.   | St. George's        | 6 | 5 | 0 | 1 | 15 | 2  | 10 |
| 3.   | Valletta United     | 6 | 4 | 0 | 2 | 7  | 5  | 8  |
| 4.   | Floriana            | 6 | 3 | 0 | 3 | 10 | 16 | 6  |
| 5.   | Msida Rangers       | 6 | 2 | 1 | 3 | 6  | 7  | 5  |
| 6.   | Senglea Shamrocks   | 6 | 1 | 1 | 4 | 6  | 19 | 3  |
| 7.   | Melita - Vittoriosa | 6 | 0 | 0 | 6 | 1  | 17 | 0  |

|  | Vítěz ligy |